# Impasse des Fillettes
Impasse des Fillettes, tidigare benämnd Voie P/18, är en återvändsgata i Quartier de la Chapelle i Paris artonde arrondissement. Gatans namn är av oklart ursprung. Impasse des Fillettes börjar vid Rue Charles-Hermite 46.

## Omgivningar
- Saint-Pierre-Saint-Paul
- Square Charles-Hermite

## Bilder
| - Saint-Pierre-Saint-Paul. - Square Charles-Hermite. |

## Kommunikationer
- Tunnelbana – linje  – Porte de la Chapelle
- Busshållplats Charles-Hermite – Ney – Paris bussnät

### Webbkällor
- ”Impasse des Fillettes”. Mairie de Paris. https://archive.wikiwix.com/cache/index2.php?url=http%3A%2F%2Fwww.v2asp.paris.fr%2Fcommun%2Fv2asp%2Fv2%2Fnomenclature_voies%2FVoieactu%2FY471.nom.htm#federation=archive.wikiwix.com&tab=url. Läst 5 september 2023.
- ”Impasse des Fillettes (18ème arrondissement)”. Les rues de Paris. https://web.archive.org/web/20190702105120/http://www.parisrues.com/rues18/paris-18-impasse-des-fillettes.html. Läst 5 september 2023.